# Jura-Simplon-Bahn
Die Jura-Simplon-Bahn (JS oder J-S), kurz Jura-Simplon, französisch Compagnie des Chemins de fer Jura-Simplon, war eine Eisenbahngesellschaft in der Schweiz. 1903 wurde sie als damals grösstes Bahnunternehmen der Schweiz verstaatlicht und in die SBB integriert.

## Geschichte

### Gründung

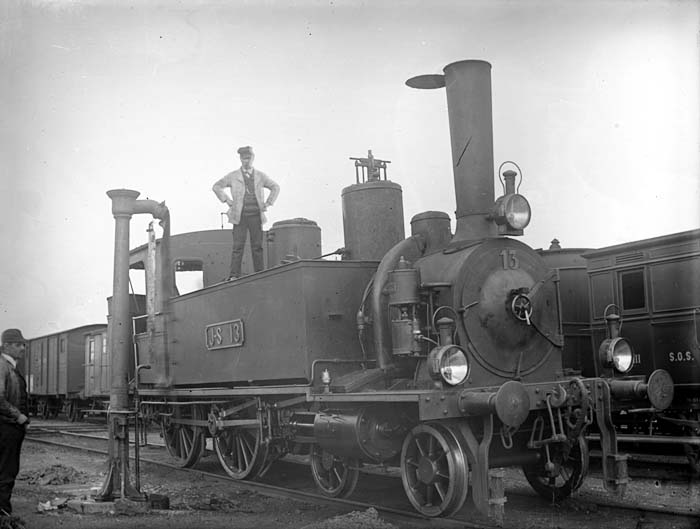
Eb 2/4 Nr. 13 an einem Wasserkran. Der Wagen im Hintergrund trägt noch die Beschriftung S.O.S. (Suisse-Occidentale-Simplon).

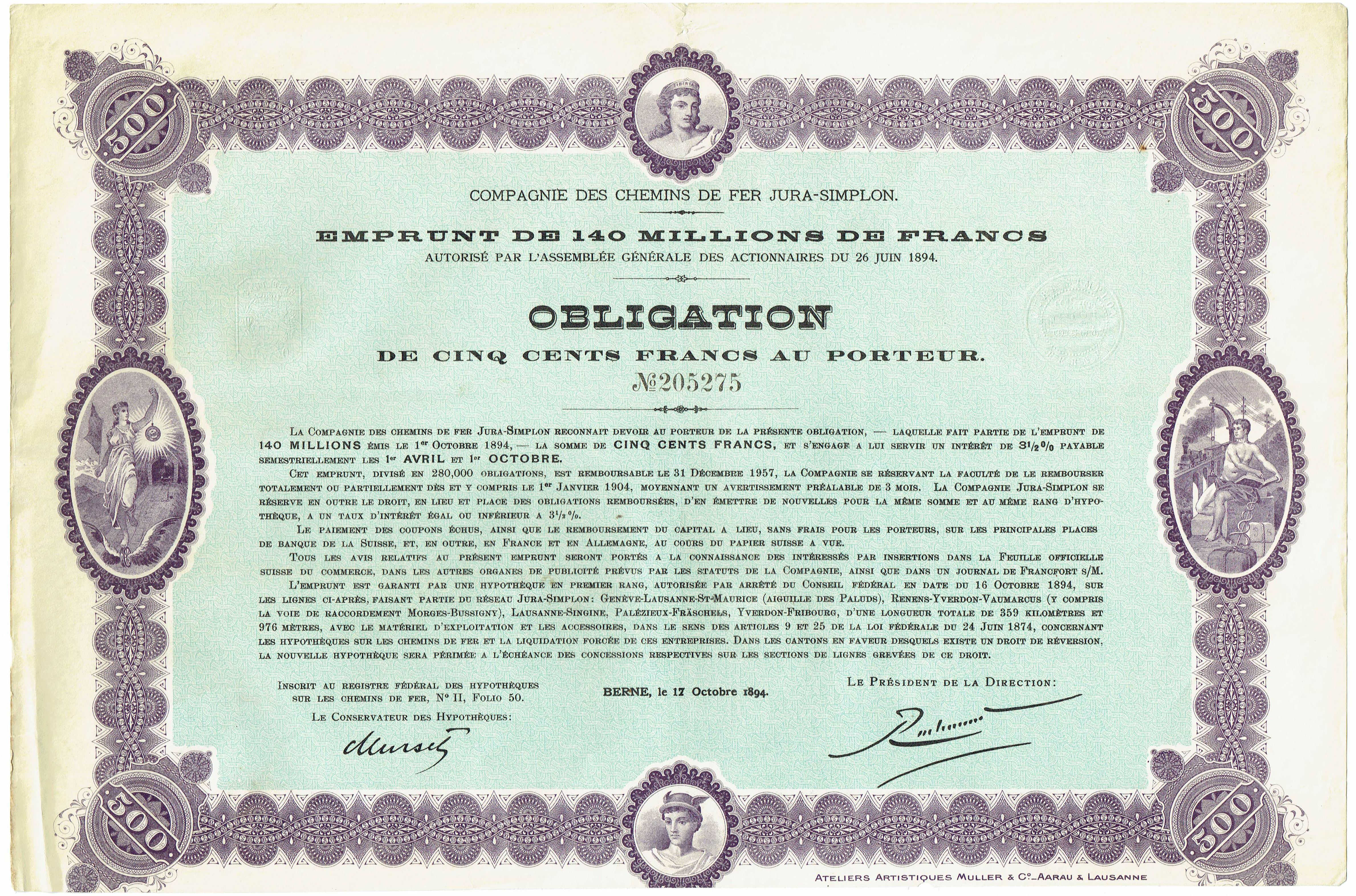
Obligation über 500 Franken der Compagnie des Chemins de fer Jura-Simplon vom 17. Oktober 1894

Die Jura-Simplon-Bahn (JS) entstand am 1. Januar 1890 durch die Fusion der beiden wichtigsten Westschweizer Bahngesellschaften Jura-Bern-Luzern (JBL), einschliesslich der dem Kanton Bern gehörenden Linie Gümligen–Luzern, und Suisse-Occidentale-Simplon (SOS). Am Zusammenschluss beteiligte sich durch freihändigen Aktienkauf auch der Bund. Am 1. Januar 1891 wurde die von den SOS betriebene Pont-Vallorbe-Bahn angekauft.
Das Grundkapital der neuen Gesellschaft wurde aus 52 Millionen Franken Vorzugsaktien und 34 Millionen Stammaktien gebildet. Die Vorzugsaktien setzten sich zusammen aus 38 Millionen bisherigen Aktien der JBL und 14 Millionen der SOS. Der Nominalwert der SOS-Stammaktien wurde von 500 auf 200 Franken reduziert und der dadurch freigestellte Betrag von 52,4 Millionen Franken zu Abschreibungszwecken verwendet. Der Bund erhielt das Recht für einen Rückkauf der JS.

### Bau des Simplontunnels

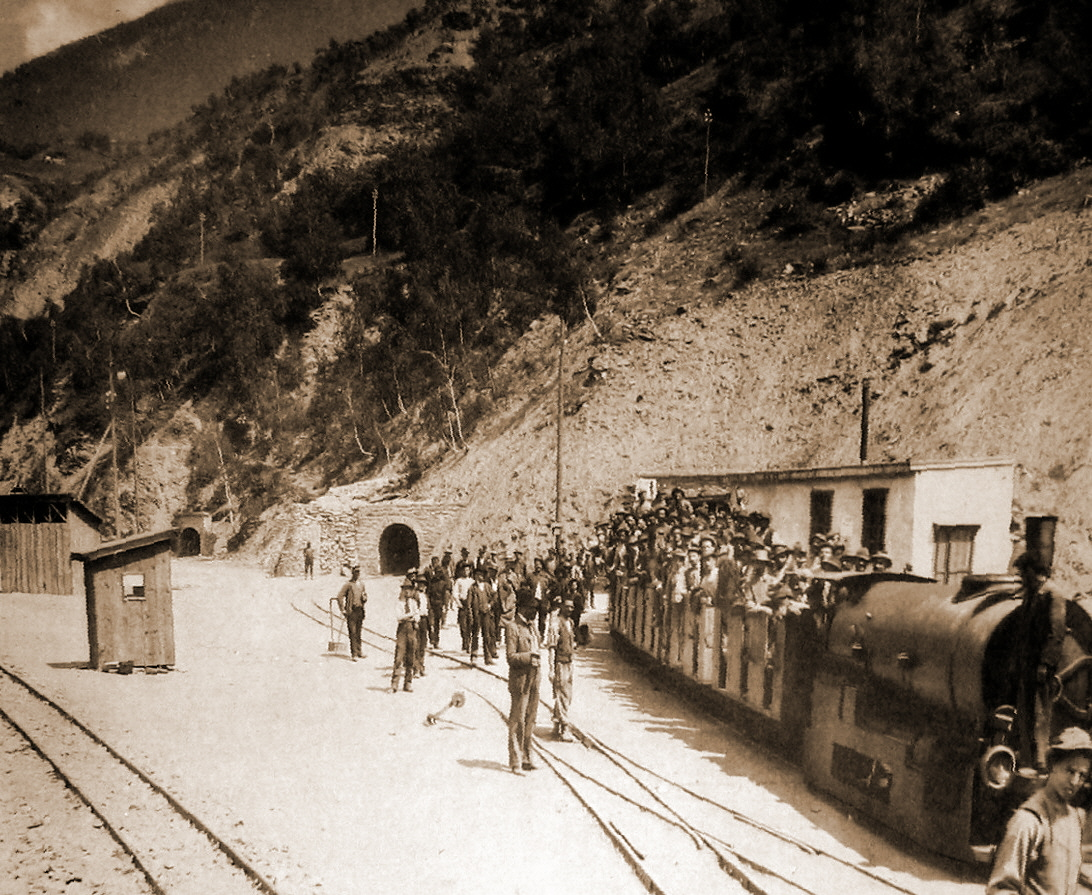
Nordportal des Simplontunnels bei Brig während der Bauarbeiten

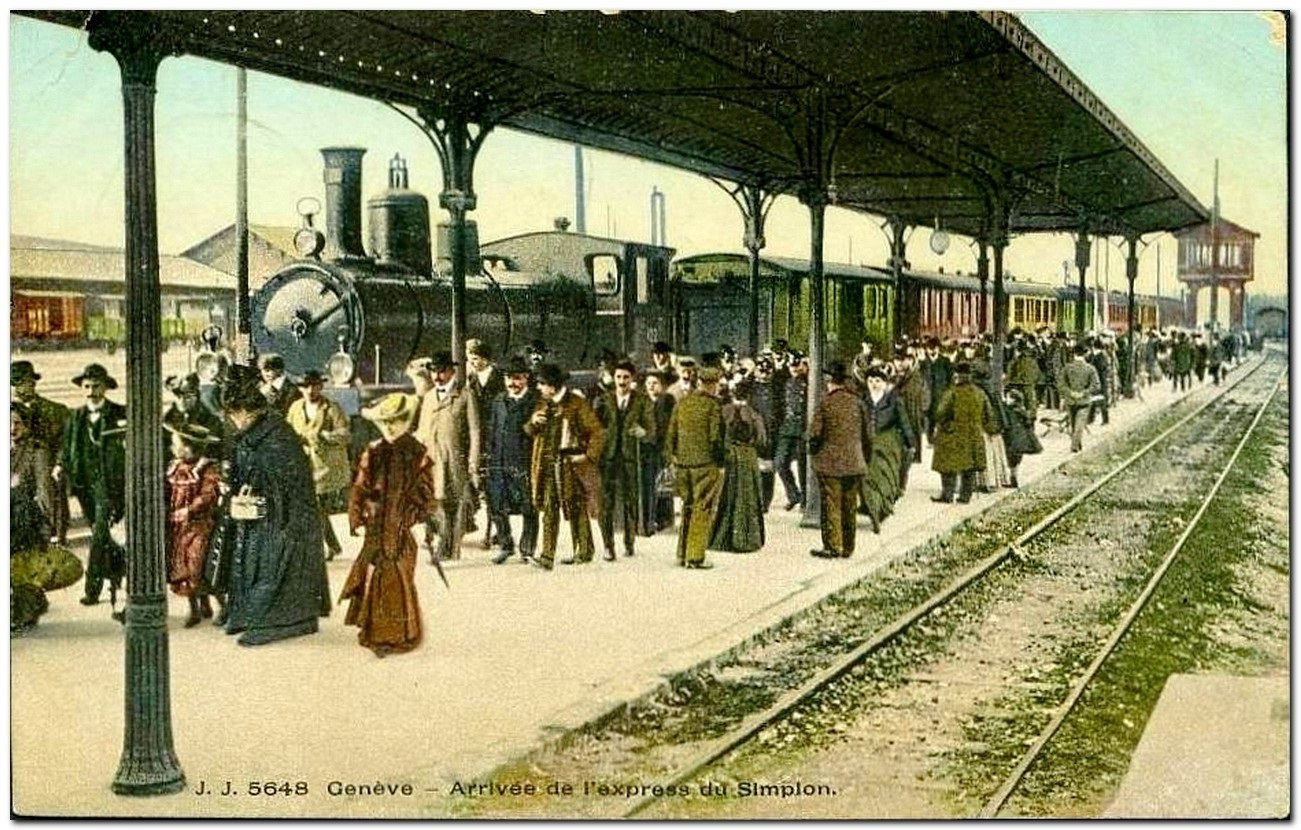
Der nach der Eröffnung des Tunnels eingeführte Simplon-Express mit Lokomotive A 2/4 im Bahnhof Genève-Cornavin

Obwohl die Jura-Simplon-Bahn nur 13 Jahre lang als Bahngesellschaft bestand, verhalf sie den jahrzehntelangen Bemühungen Berns und der Westschweiz zum Bau des Simplontunnels von Brig nach Iselle in Italien zum Durchbruch. Die Studien für den Bau des Tunnels waren schon von den SOS den eidgenössischen und kantonalen Behörden vorgelegt worden. 1891 legte die JS als junger, unternehmerischer Bahnkonzern dem Bundesrat ein definitives Projekt für einen Simplontunnel vor.
Am 25. November 1895 war der Staatsvertrag mit Italien für den Bau des bis dahin längsten Tunnels der Welt unter Dach und Fach. Die Baukosten für den einspurigen Tunnel wurden auf 58'820'000 Franken veranschlagt. Der Staatsvertrag verpflichtete die Schweiz zu 15 Millionen Franken Subventionen und Italien zu 4 Millionen. Italien war im Verwaltungsrat der JS mit vier Mitgliedern vertreten. 1898 begannen die Bauarbeiten an diesem 19’803 Meter langen Tunnel.

### Betrieb

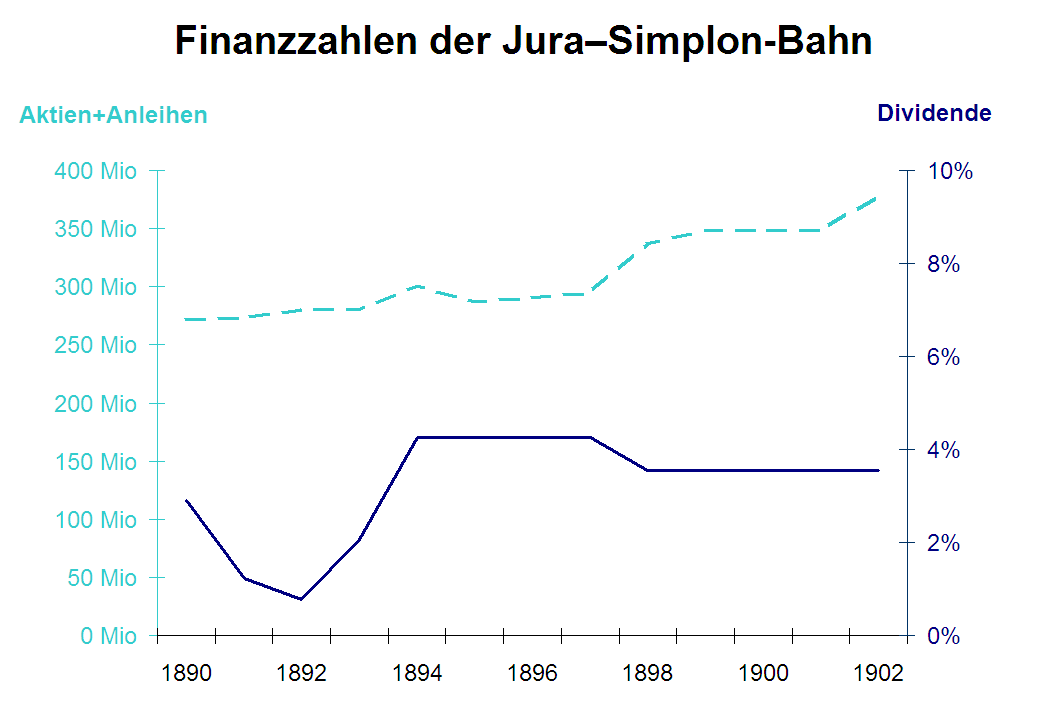
Die JS konnte jedes Jahr eine Dividende ausrichten

Die Jura-Simplon-Bahn besorgte den Betrieb etlicher anderer Bahnlinien:
- Strecken Vallorbe–Jougne–Pontarlier und Les Verrières–Pontarlier der französischen Paris-Lyon-Mittelmeer-Bahn (PLM)
- Chemin de fer Bière–Apples–Morges (BAM)
- Bödelibahn BB (ab 1895)
- Bulle-Romont-Bahn (BR)
- Standseilbahn Cossonay-Gare–Cossonay-Ville (CG)
- Chemin de fer Fribourg–Morat–Anet (FMA)
- Jura neuchâtelois JN (Strecke Neuenburg–Le Locle)
- Chemin de fer Pont–Brassus (PBr)
- Pont-Vallorbe-Bahn (PV)
- Régional du Val-de-Travers (RVT)
- Spiez-Erlenbach-Bahn (SEB)
- Thunerseebahn (TSB)
- Visp-Zermatt-Bahn (VZ)
- Chemin de fer Yverdon–Ste-Croix (YSteC)

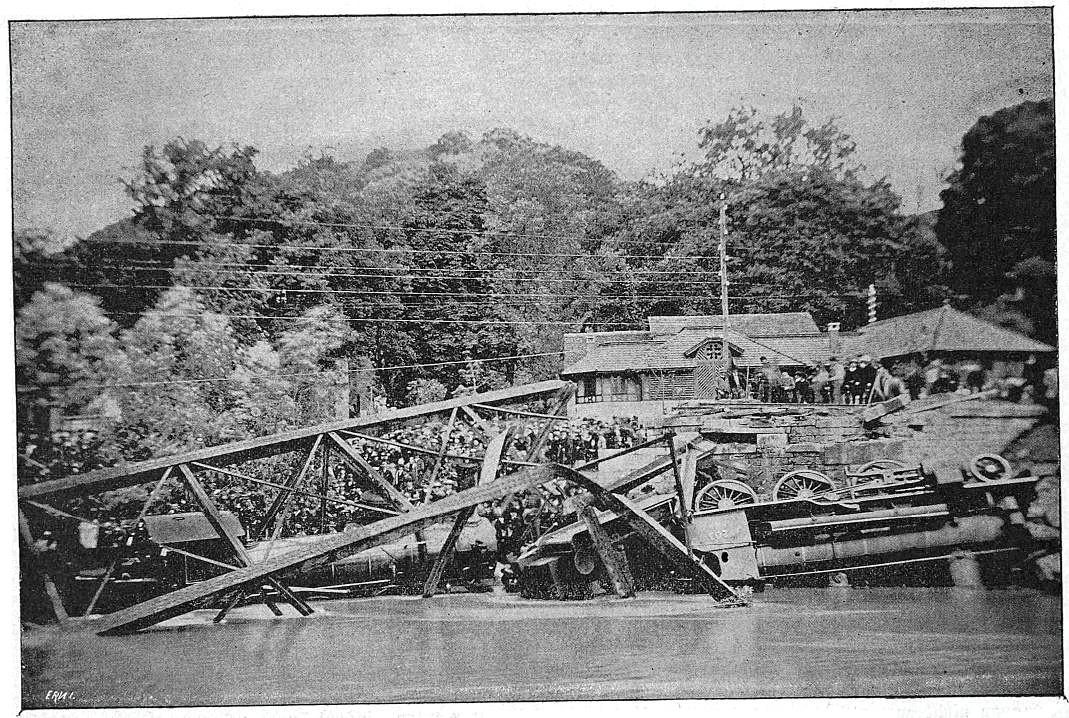
Das Unglück von Münchenstein kostete 73 Fahrgästen das Leben

Am 14. Juni 1891 war die Jura-Simplon-Bahn von der bis anhin grössten Eisenbahnkatastrophe der Schweiz betroffen. Beim Eisenbahnunfall von Münchenstein brach unter einem aus Basel kommenden Extrazug die von Gustave Eiffel erbaute Eisenbahnbrücke über die Birs unterhalb des Dorfes Münchenstein zusammen. 73 Passagiere kamen dabei ums Leben, 171 wurden verletzt. Ein Soldat starb an den Verletzungen, die er sich bei den Aufräumarbeiten zugezogen hatte. Das Unglück führte zu einer strengeren Aufsicht über die Eisenbahnen. Die Eisenbahnbrücken wurden systematisch untersucht und erste Baunormen geschaffen.
Beim Eisenbahnunfall von Zollikofen prallte am 17. August 1891 in Zollikofen ein Schnellzug Bern–Paris auf einen vor dem geschlossenen Einfahrsignal wartenden Extrazug. Durch den Aufprall wurden 14 Reisende des Extrazuges getötet und 122 verletzt. Der Unfall wurde durch Fehler verschiedener Betriebsstellen verursacht. Dem Schnellzug wurde die Fahrt in einen belegten Zugfolgeabschnitt freigegeben. Durch die ausgeschaltete Druckluftbremse verminderte sich zudem die Bremswirkung.
Trotz den Investitionen in den Bau des Simplontunnels konnte die JS alljährlich eine Dividende ausschütten.

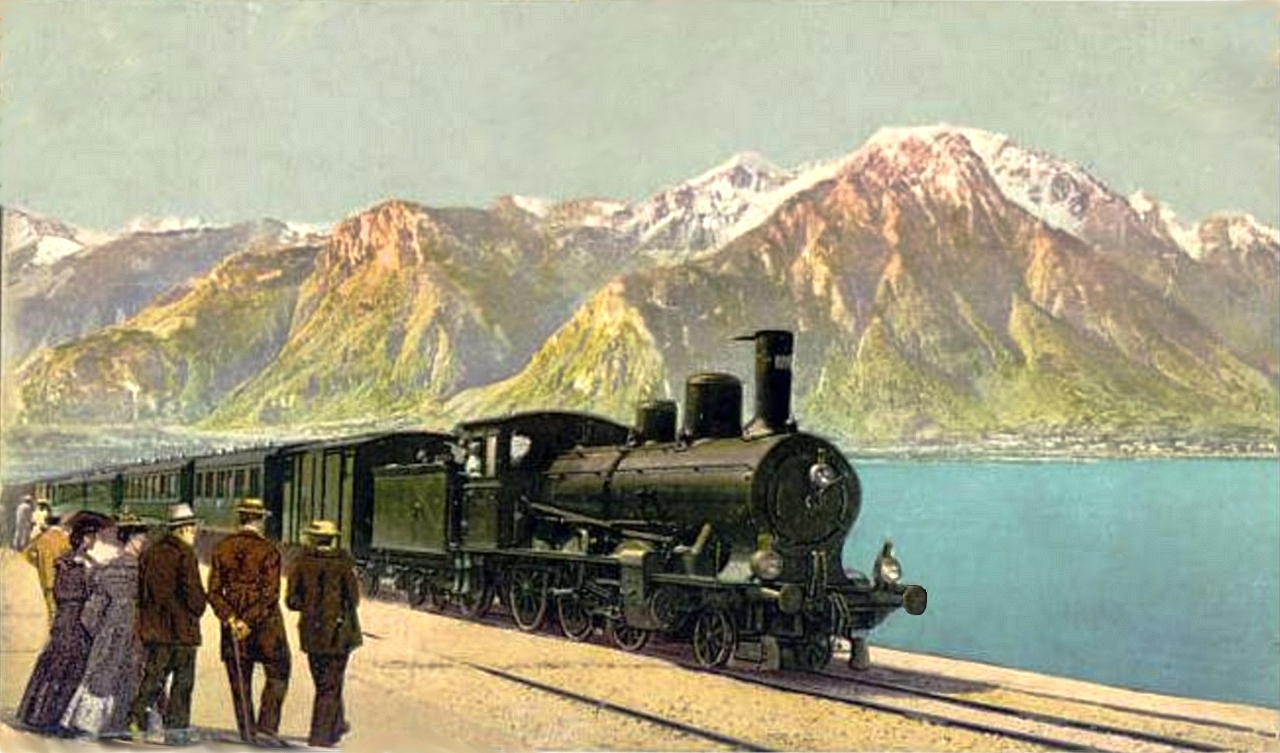
Zug mit einer B 3/4 am Ufer des Genfersees, im Hintergrund Savoyer Alpen
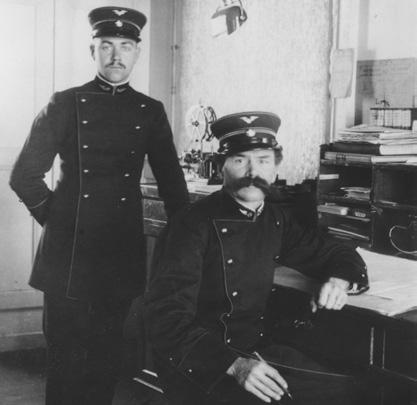
Zwei Beamte der JS im Stationsbüro von Kaiserstuhl
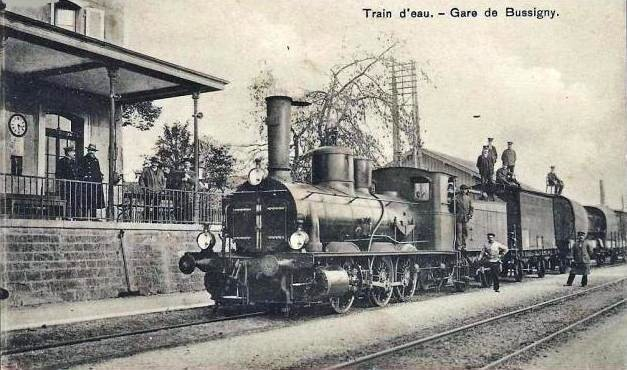
«Wasserzug» im Bahnhof Bussigny
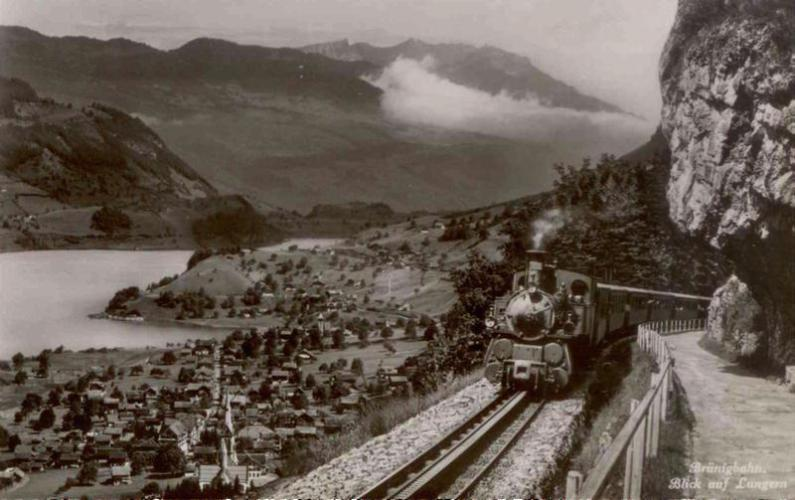
Zug der Brünigbahn auf dem Zahnstangenabschnitt oberhalb Lungern

#### Plakatwerbung
Die Jura-Simplon-Bahn machte mit einer Reihe von Plakaten Werbung. Ein Teil davon stammte von Hugo d’Alési.

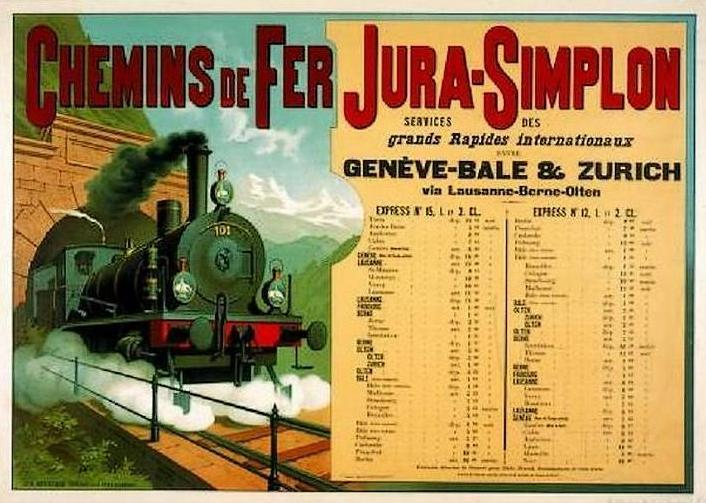

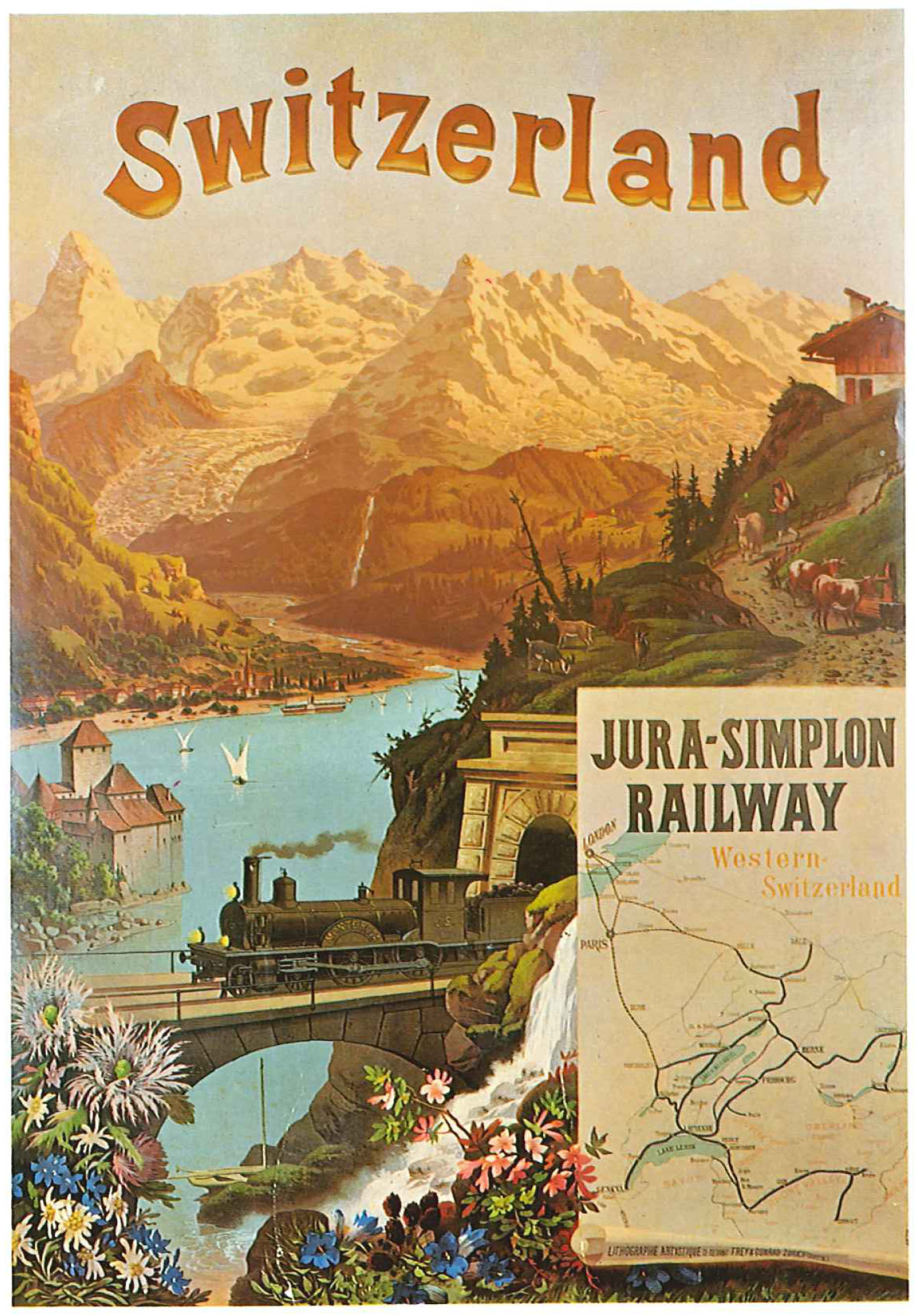
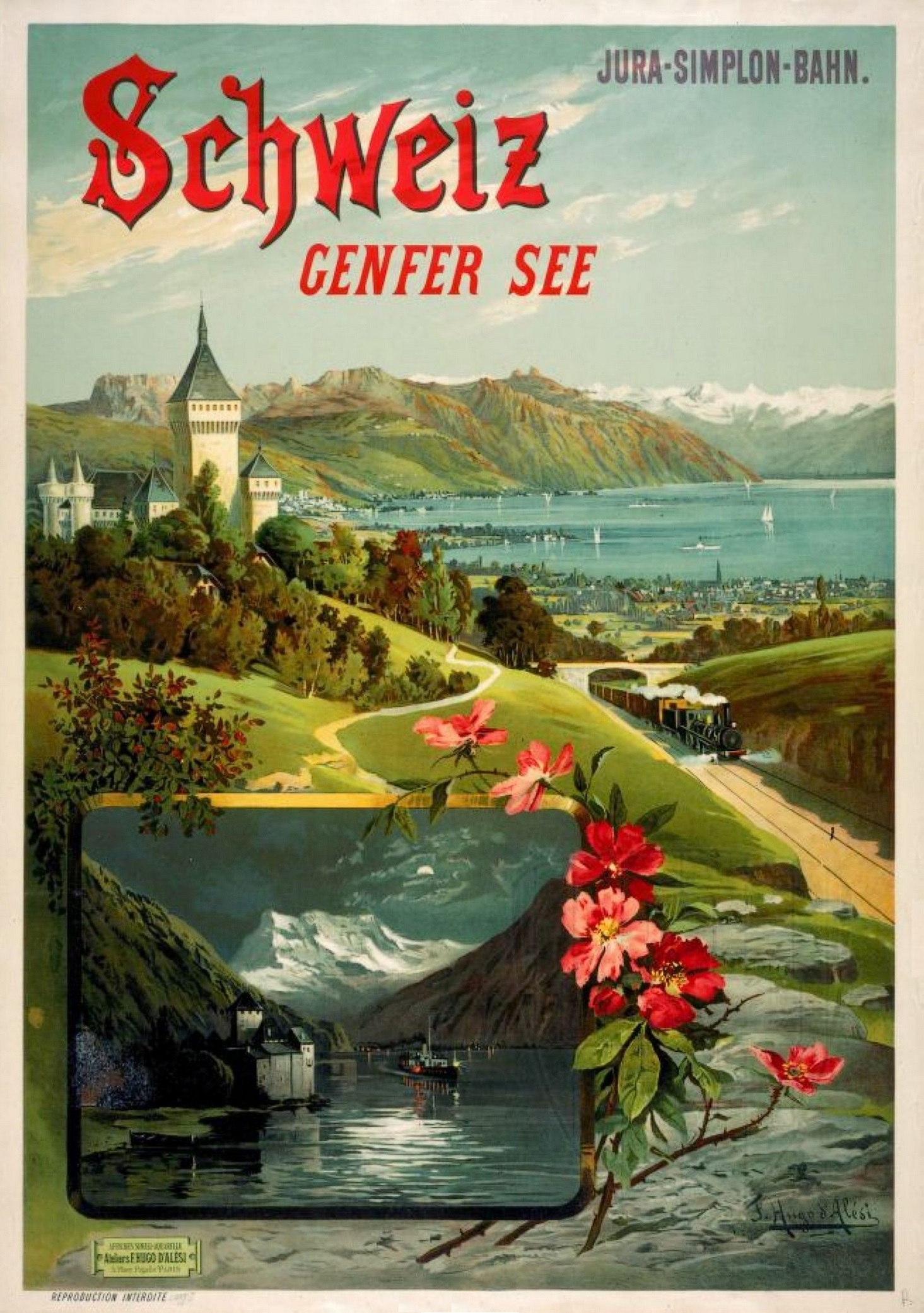
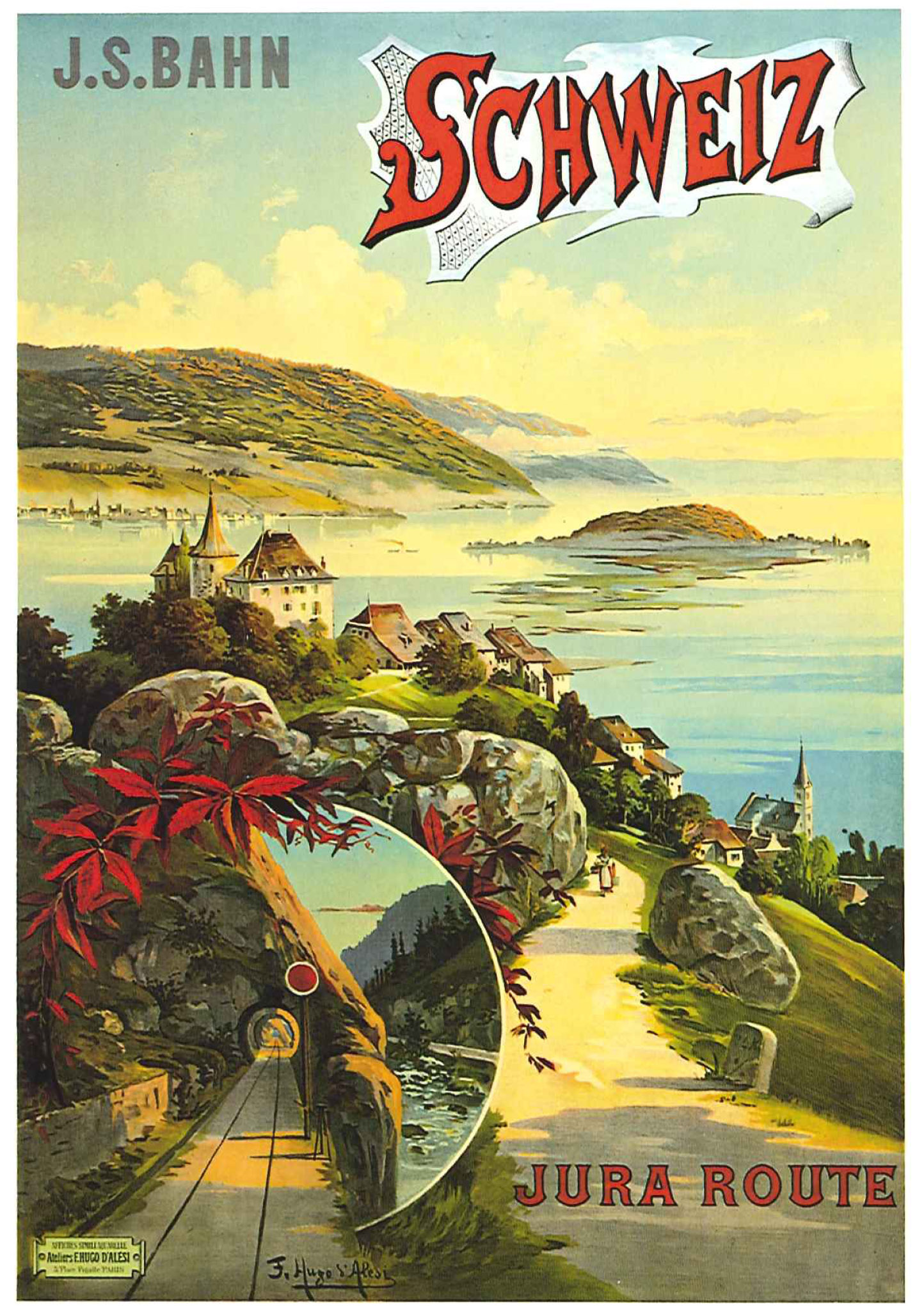
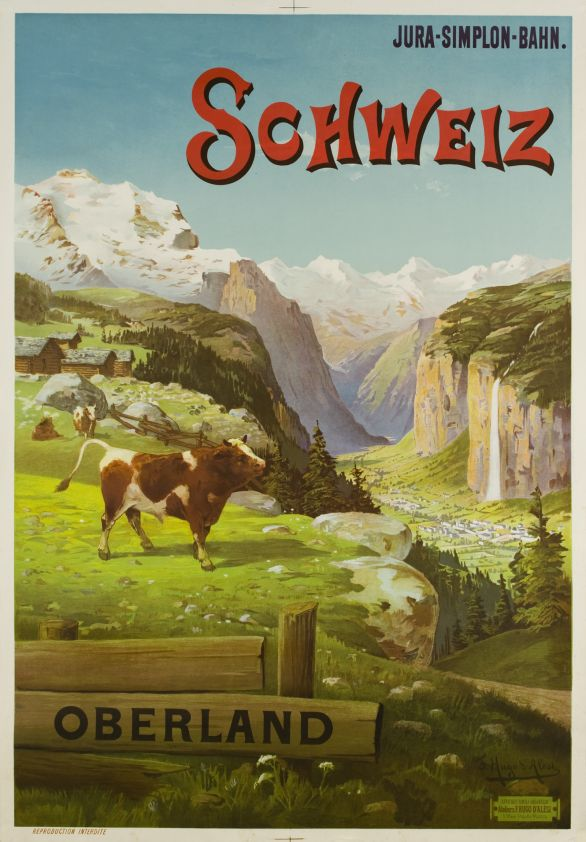

### Verstaatlichung
Noch während des Baus des Simplontunnels wurde in der Volksabstimmung vom 20. Februar 1898 die Verstaatlichung der Jura-Simplon-Bahn und der anderen vier Hauptbahnen beschlossen. Die Jura-Simplon-Bahn wurde am 1. Mai 1903 von den Schweizerischen Bundesbahnen (SBB) übernommen, die den Simplontunnel im Jahre 1906 vollendeten.

### Grafische Zusammenfassung
Übersicht über die Geschichte der Jura-Simplon-Bahn (E: Eröffnung;   Ü: Übernahme):
|                                              |                                              |                                              |                                              |                                              |                                              |  |  |                                              |                                              |                                              |                                              |                                              |                                              |  |  | → Vorgänger- bahnen der SOS                    | → Vorgänger- bahnen der SOS                    | → Vorgänger- bahnen der SOS                    | → Vorgänger- bahnen der SOS                    | → Vorgänger- bahnen der SOS                    | → Vorgänger- bahnen der SOS                    |  |  | → Vorgänger- bahnen der JB                               | → Vorgänger- bahnen der JB                               | → Vorgänger- bahnen der JB                               | → Vorgänger- bahnen der JB                               | → Vorgänger- bahnen der JB                               | → Vorgänger- bahnen der JB                               |  |  |                                |                                |                                |                                |                                |                                |  |  |  |  |  |  |  |  |  |  |  |  |  |  |  |  |  |  |  |  |  |  |  |  |  |  |  |  |  |  |
|                                              |                                              |                                              |                                              |                                              |                                              |  |  |                                              |                                              |                                              |                                              |                                              |                                              |  |  | → Vorgänger- bahnen der SOS                    | → Vorgänger- bahnen der SOS                    | → Vorgänger- bahnen der SOS                    | → Vorgänger- bahnen der SOS                    | → Vorgänger- bahnen der SOS                    | → Vorgänger- bahnen der SOS                    |  |  | → Vorgänger- bahnen der JB                               | → Vorgänger- bahnen der JB                               | → Vorgänger- bahnen der JB                               | → Vorgänger- bahnen der JB                               | → Vorgänger- bahnen der JB                               | → Vorgänger- bahnen der JB                               |  |  |                                |                                |                                |                                |                                |                                |  |  |  |  |  |  |  |  |  |  |  |  |  |  |  |  |  |  |  |  |  |  |  |  |  |  |  |  |  |  |
|                                              |                                              |                                              |                                              |                                              |                                              |  |  |                                              |                                              |                                              |                                              |                                              |                                              |  |  | Suisse-Occidentale- Simplon (SOS) Ü: 1.1.1890  | Suisse-Occidentale- Simplon (SOS) Ü: 1.1.1890  | Suisse-Occidentale- Simplon (SOS) Ü: 1.1.1890  | Suisse-Occidentale- Simplon (SOS) Ü: 1.1.1890  | Suisse-Occidentale- Simplon (SOS) Ü: 1.1.1890  | Suisse-Occidentale- Simplon (SOS) Ü: 1.1.1890  |  |  | Jura-Bern-Luzern (JBL) inkl. Gümligen–Luzern Ü: 1.1.1890 | Jura-Bern-Luzern (JBL) inkl. Gümligen–Luzern Ü: 1.1.1890 | Jura-Bern-Luzern (JBL) inkl. Gümligen–Luzern Ü: 1.1.1890 | Jura-Bern-Luzern (JBL) inkl. Gümligen–Luzern Ü: 1.1.1890 | Jura-Bern-Luzern (JBL) inkl. Gümligen–Luzern Ü: 1.1.1890 | Jura-Bern-Luzern (JBL) inkl. Gümligen–Luzern Ü: 1.1.1890 |  |  | Pont–Vallorbe (PV) Ü: 1.1.1891 | Pont–Vallorbe (PV) Ü: 1.1.1891 | Pont–Vallorbe (PV) Ü: 1.1.1891 | Pont–Vallorbe (PV) Ü: 1.1.1891 | Pont–Vallorbe (PV) Ü: 1.1.1891 | Pont–Vallorbe (PV) Ü: 1.1.1891 |  |  |  |  |  |  |  |  |  |  |  |  |  |  |  |  |  |  |  |  |  |  |  |  |  |  |  |  |  |  |
|                                              |                                              |                                              |                                              |                                              |                                              |  |  |                                              |                                              |                                              |                                              |                                              |                                              |  |  | Suisse-Occidentale- Simplon (SOS) Ü: 1.1.1890  | Suisse-Occidentale- Simplon (SOS) Ü: 1.1.1890  | Suisse-Occidentale- Simplon (SOS) Ü: 1.1.1890  | Suisse-Occidentale- Simplon (SOS) Ü: 1.1.1890  | Suisse-Occidentale- Simplon (SOS) Ü: 1.1.1890  | Suisse-Occidentale- Simplon (SOS) Ü: 1.1.1890  |  |  | Jura-Bern-Luzern (JBL) inkl. Gümligen–Luzern Ü: 1.1.1890 | Jura-Bern-Luzern (JBL) inkl. Gümligen–Luzern Ü: 1.1.1890 | Jura-Bern-Luzern (JBL) inkl. Gümligen–Luzern Ü: 1.1.1890 | Jura-Bern-Luzern (JBL) inkl. Gümligen–Luzern Ü: 1.1.1890 | Jura-Bern-Luzern (JBL) inkl. Gümligen–Luzern Ü: 1.1.1890 | Jura-Bern-Luzern (JBL) inkl. Gümligen–Luzern Ü: 1.1.1890 |  |  | Pont–Vallorbe (PV) Ü: 1.1.1891 | Pont–Vallorbe (PV) Ü: 1.1.1891 | Pont–Vallorbe (PV) Ü: 1.1.1891 | Pont–Vallorbe (PV) Ü: 1.1.1891 | Pont–Vallorbe (PV) Ü: 1.1.1891 | Pont–Vallorbe (PV) Ü: 1.1.1891 |  |  |  |  |  |  |  |  |  |  |  |  |  |  |  |  |  |  |  |  |  |  |  |  |  |  |  |  |  |  |
|                                              |                                              |                                              |                                              |                                              |                                              |  |  |                                              |                                              |                                              |                                              |                                              |                                              |  |  |                                                |                                                |                                                |                                                |                                                |                                                |  |  |                                                          |                                                          |                                                          |                                                          |                                                          |                                                          |  |  |                                |                                |                                |                                |                                |                                |  |  |  |  |  |  |  |  |  |  |  |  |  |  |  |  |  |  |  |  |  |  |  |  |  |  |  |  |  |  |
|                                              |                                              |                                              |                                              |                                              |                                              |  |  |                                              |                                              |                                              |                                              |                                              |                                              |  |  |                                                |                                                |                                                |                                                |                                                |                                                |  |  |                                                          |                                                          |                                                          |                                                          |                                                          |                                                          |  |  |                                |                                |                                |                                |                                |                                |  |  |  |  |  |  |  |  |  |  |  |  |  |  |  |  |  |  |  |  |  |  |  |  |  |  |  |  |  |  |
|                                              |                                              |                                              |                                              |                                              |                                              |  |  |                                              |                                              |                                              |                                              |                                              |                                              |  |  |                                                |                                                |                                                |                                                |                                                |                                                |  |  |                                                          |                                                          |                                                          |                                                          |                                                          |                                                          |  |  |                                |                                |                                |                                |                                |                                |  |  |  |  |  |  |  |  |  |  |  |  |  |  |  |  |  |  |  |  |  |  |  |  |  |  |  |  |  |  |
| Schweizerische Centralbahn (SCB) Ü: 1.1.1902 | Schweizerische Centralbahn (SCB) Ü: 1.1.1902 | Schweizerische Centralbahn (SCB) Ü: 1.1.1902 | Schweizerische Centralbahn (SCB) Ü: 1.1.1902 | Schweizerische Centralbahn (SCB) Ü: 1.1.1902 | Schweizerische Centralbahn (SCB) Ü: 1.1.1902 |  |  | Schweizerische Nordostbahn (NOB) Ü: 1.1.1902 | Schweizerische Nordostbahn (NOB) Ü: 1.1.1902 | Schweizerische Nordostbahn (NOB) Ü: 1.1.1902 | Schweizerische Nordostbahn (NOB) Ü: 1.1.1902 | Schweizerische Nordostbahn (NOB) Ü: 1.1.1902 | Schweizerische Nordostbahn (NOB) Ü: 1.1.1902 |  |  | Vereinigte Schwei- zerbahnen (VSB) Ü: 1.7.1902 | Vereinigte Schwei- zerbahnen (VSB) Ü: 1.7.1902 | Vereinigte Schwei- zerbahnen (VSB) Ü: 1.7.1902 | Vereinigte Schwei- zerbahnen (VSB) Ü: 1.7.1902 | Vereinigte Schwei- zerbahnen (VSB) Ü: 1.7.1902 | Vereinigte Schwei- zerbahnen (VSB) Ü: 1.7.1902 |  |  | Jura-Simplon-Bahn (JS) Ü: 1.5.1903                       | Jura-Simplon-Bahn (JS) Ü: 1.5.1903                       | Jura-Simplon-Bahn (JS) Ü: 1.5.1903                       | Jura-Simplon-Bahn (JS) Ü: 1.5.1903                       | Jura-Simplon-Bahn (JS) Ü: 1.5.1903                       | Jura-Simplon-Bahn (JS) Ü: 1.5.1903                       |  |  | Gotthardbahn (GB) Ü: 1.5.1909  | Gotthardbahn (GB) Ü: 1.5.1909  | Gotthardbahn (GB) Ü: 1.5.1909  | Gotthardbahn (GB) Ü: 1.5.1909  | Gotthardbahn (GB) Ü: 1.5.1909  | Gotthardbahn (GB) Ü: 1.5.1909  |  |  |  |  |  |  |  |  |  |  |  |  |  |  |  |  |  |  |  |  |  |  |  |  |  |  |  |  |  |  |
| Schweizerische Centralbahn (SCB) Ü: 1.1.1902 | Schweizerische Centralbahn (SCB) Ü: 1.1.1902 | Schweizerische Centralbahn (SCB) Ü: 1.1.1902 | Schweizerische Centralbahn (SCB) Ü: 1.1.1902 | Schweizerische Centralbahn (SCB) Ü: 1.1.1902 | Schweizerische Centralbahn (SCB) Ü: 1.1.1902 |  |  | Schweizerische Nordostbahn (NOB) Ü: 1.1.1902 | Schweizerische Nordostbahn (NOB) Ü: 1.1.1902 | Schweizerische Nordostbahn (NOB) Ü: 1.1.1902 | Schweizerische Nordostbahn (NOB) Ü: 1.1.1902 | Schweizerische Nordostbahn (NOB) Ü: 1.1.1902 | Schweizerische Nordostbahn (NOB) Ü: 1.1.1902 |  |  | Vereinigte Schwei- zerbahnen (VSB) Ü: 1.7.1902 | Vereinigte Schwei- zerbahnen (VSB) Ü: 1.7.1902 | Vereinigte Schwei- zerbahnen (VSB) Ü: 1.7.1902 | Vereinigte Schwei- zerbahnen (VSB) Ü: 1.7.1902 | Vereinigte Schwei- zerbahnen (VSB) Ü: 1.7.1902 | Vereinigte Schwei- zerbahnen (VSB) Ü: 1.7.1902 |  |  | Jura-Simplon-Bahn (JS) Ü: 1.5.1903                       | Jura-Simplon-Bahn (JS) Ü: 1.5.1903                       | Jura-Simplon-Bahn (JS) Ü: 1.5.1903                       | Jura-Simplon-Bahn (JS) Ü: 1.5.1903                       | Jura-Simplon-Bahn (JS) Ü: 1.5.1903                       | Jura-Simplon-Bahn (JS) Ü: 1.5.1903                       |  |  | Gotthardbahn (GB) Ü: 1.5.1909  | Gotthardbahn (GB) Ü: 1.5.1909  | Gotthardbahn (GB) Ü: 1.5.1909  | Gotthardbahn (GB) Ü: 1.5.1909  | Gotthardbahn (GB) Ü: 1.5.1909  | Gotthardbahn (GB) Ü: 1.5.1909  |  |  |  |  |  |  |  |  |  |  |  |  |  |  |  |  |  |  |  |  |  |  |  |  |  |  |  |  |  |  |
|                                              |                                              |                                              |                                              |                                              |                                              |  |  |                                              |                                              |                                              |                                              |                                              |                                              |  |  |                                                |                                                |                                                |                                                |                                                |                                                |  |  |                                                          |                                                          |                                                          |                                                          |                                                          |                                                          |  |  |                                |                                |                                |                                |                                |                                |  |  |  |  |  |  |  |  |  |  |  |  |  |  |  |  |  |  |  |  |  |  |  |  |  |  |  |  |  |  |
|                                              |                                              |                                              |                                              |                                              |                                              |  |  |                                              |                                              |                                              |                                              |                                              |                                              |  |  |                                                |                                                |                                                |                                                |                                                |                                                |  |  |                                                          |                                                          |                                                          |                                                          |                                                          |                                                          |  |  |                                |                                |                                |                                |                                |                                |  |  |  |  |  |  |  |  |  |  |  |  |  |  |  |  |  |  |  |  |  |  |  |  |  |  |  |  |  |  |
|                                              |                                              |                                              |                                              |                                              |                                              |  |  |                                              |                                              |                                              |                                              |                                              |                                              |  |  |                                                |                                                |                                                |                                                |                                                |                                                |  |  |                                                          |                                                          |                                                          |                                                          |                                                          |                                                          |  |  |                                |                                |                                |                                |                                |                                |  |  |  |  |  |  |  |  |  |  |  |  |  |  |  |  |  |  |  |  |  |  |  |  |  |  |  |  |  |  |
|                                              |                                              |                                              |                                              |                                              |                                              |  |  |                                              |                                              |                                              |                                              |                                              |                                              |  |  |                                                |                                                |                                                |                                                |                                                |                                                |  |  | Schweizerische Bun- desbahnen (SBB)                      |                                                          |                                                          |                                                          |                                                          |                                                          |  |  |                                |                                |                                |                                |                                |                                |  |  |  |  |  |  |  |  |  |  |  |  |  |  |  |  |  |  |  |  |  |  |  |  |  |  |  |  |  |  |

## Infrastruktur und Fahrzeuge

### Bahnhöfe

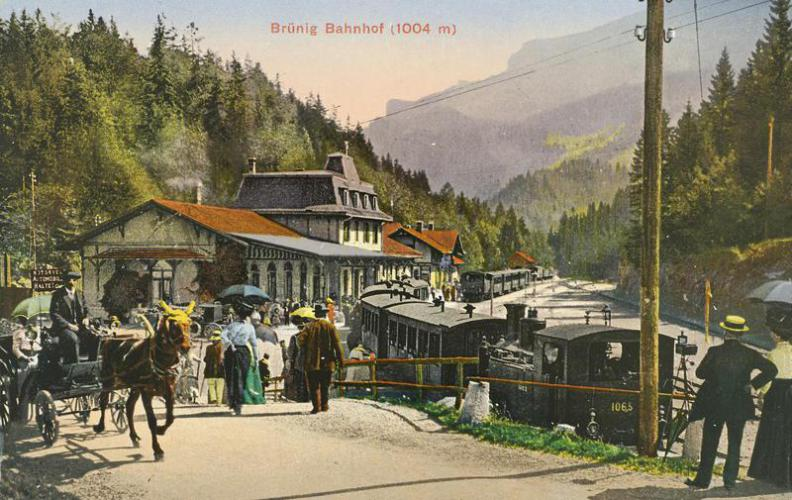
Bahnhof Brünig um 1900
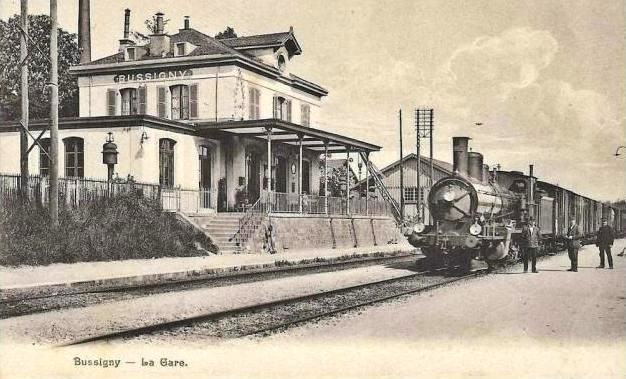
Bahnhof Bussigny um 1905, mit B 3/4 der ehemaligen JS
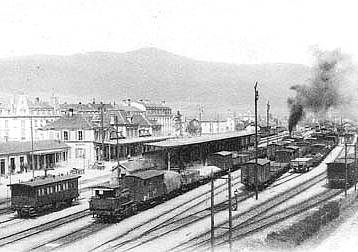
Bahnhof Delsberg um 1897
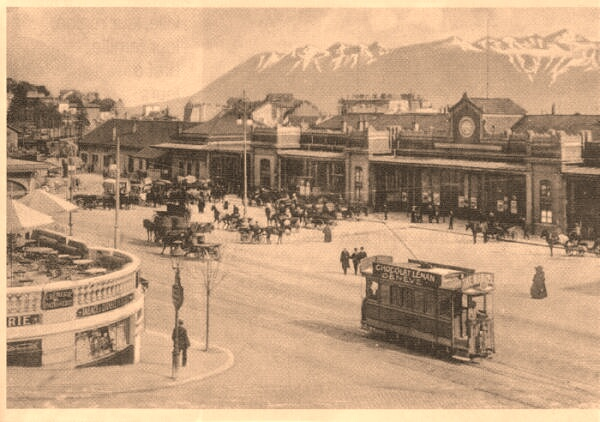
Bahnhof Lausanne um 1898
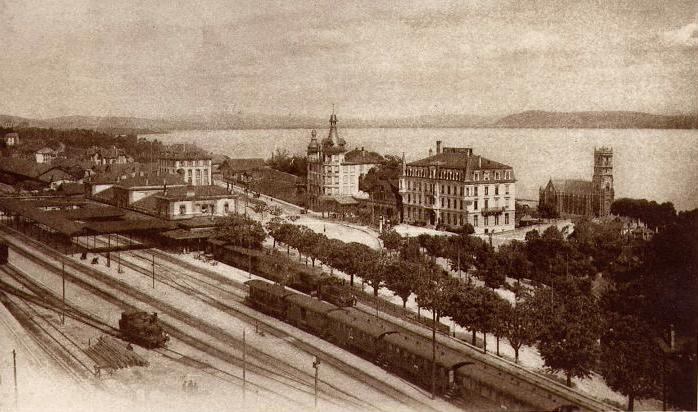
Bahnhof Neuenburg um 1897
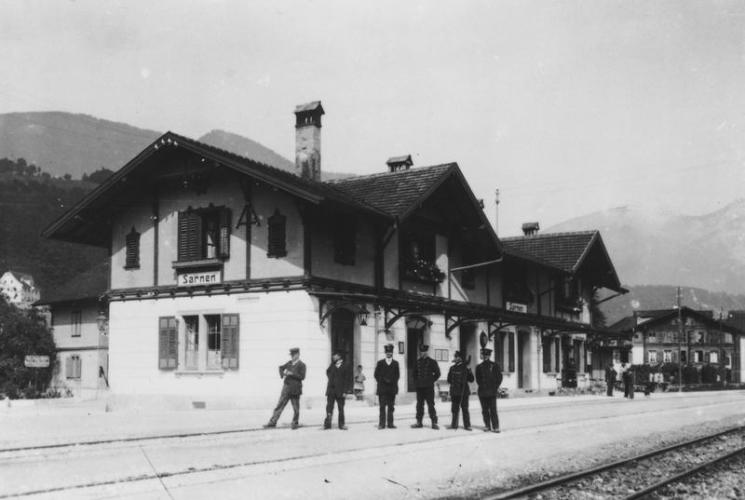
Bahnhof Sarnen der Brünigbahn um 1910
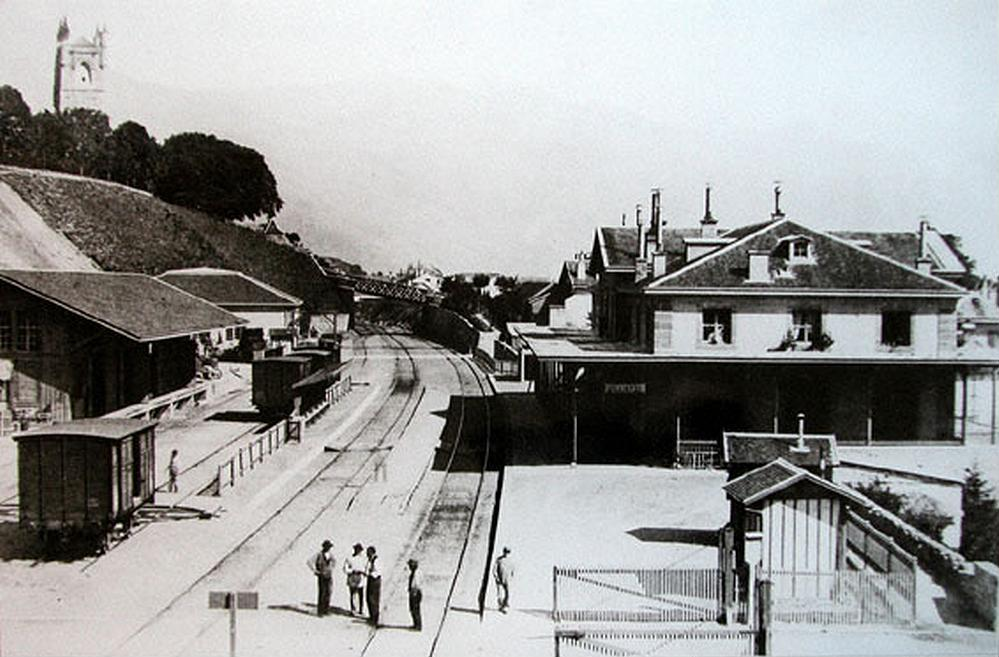
Bahnhof Vevey vor dessen Erweiterung kurz nach 1900
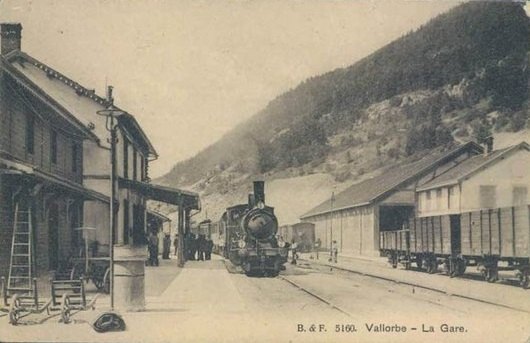
Bahnhof Vallorbe vor 1913

Die Bahnhöfe Basel, Bern und Bahnhof Luzern der Centralbahn (SCB) sowie der Bahnhof Genf-Cornavin der Paris-Lyon-Mittelmeer-Bahn (PLM) wurden von der Jura-Simplon-Bahn mitbenutzt.

### Streckennetz

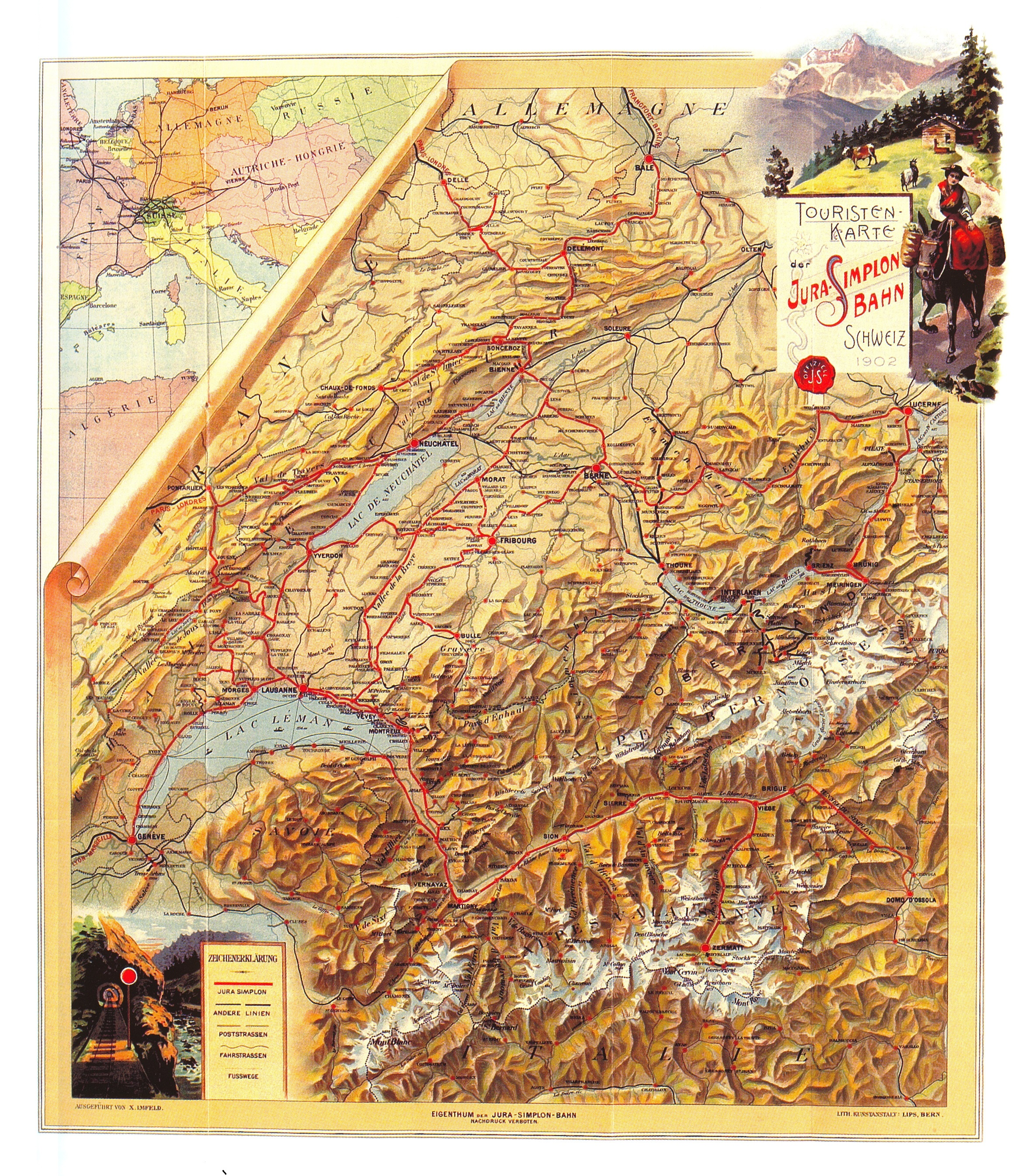
Streckennetz der Jura-Simplon-Bahn

Das Streckennetz von 937 km Länge führte von Basel, Genf und den Juragrenzübergängen Delle, La Chaux-de-Fonds, Les Verrières und Vallorbe bis nach Brig und Luzern. Zudem war die schmalspurige Brünigbahn von Luzern nach Brienz Teil des 937 km langen Streckennetzes. Es setzte sich aus den Strecken der Vorgängerbahnen zusammen:
- Strecken der Jura-Bern-Luzern
→ Abschnitt Streckennetz im Artikel Chemins de fer du Jura bernois
- Strecken der Suisse-Occidentale-Simplon
→ Abschnitt Streckennetz im Artikel Chemins de fer de la Suisse Occidentale
- Strecke der Pont-Vallorbe-Bahn

#### Ausbau auf Doppelspur

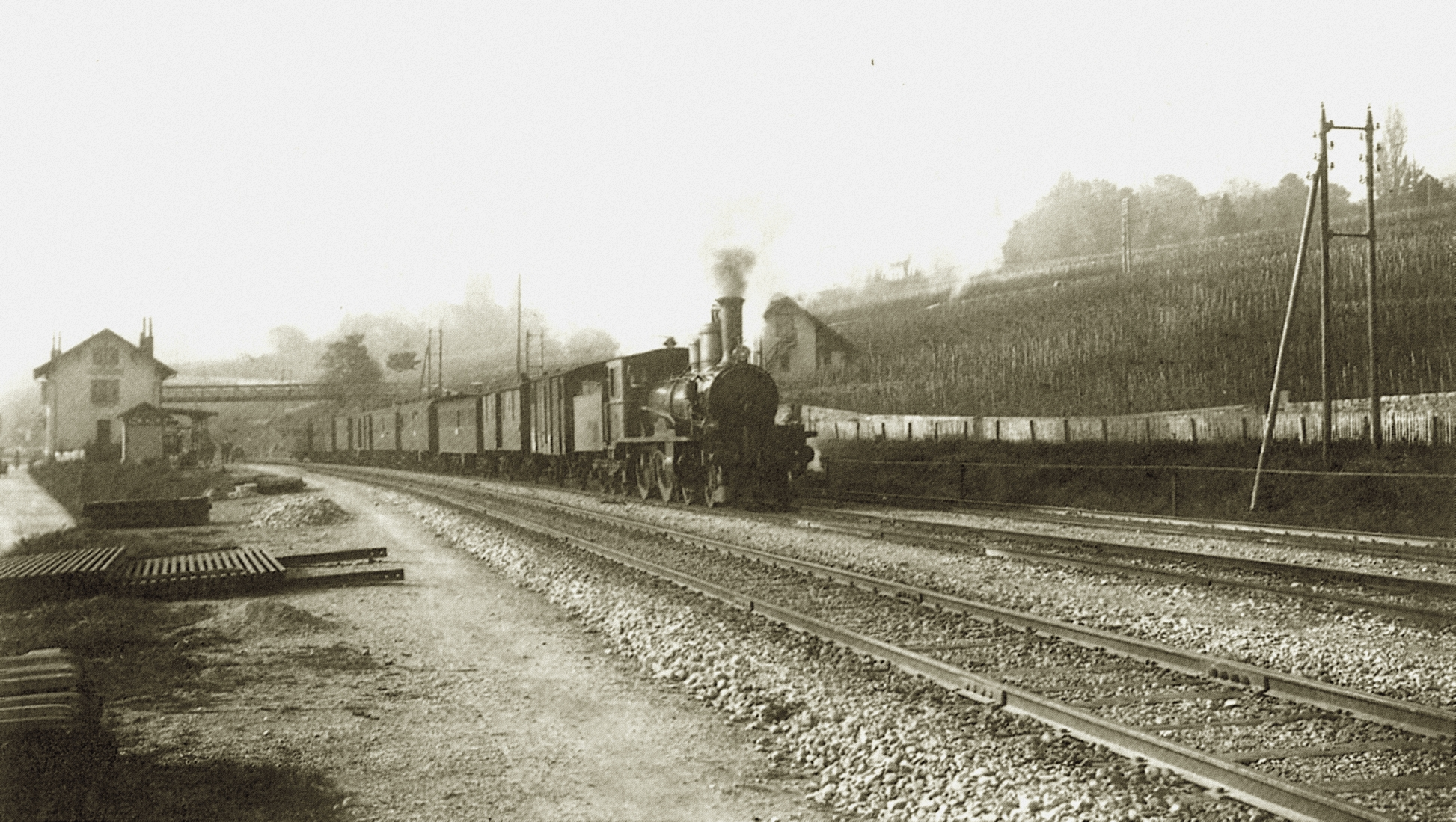
Schnellzug mit Zweizylinder-Verbundlokomotive Typ A 2/4 auf der Doppelspurstrecke bei Auvernier

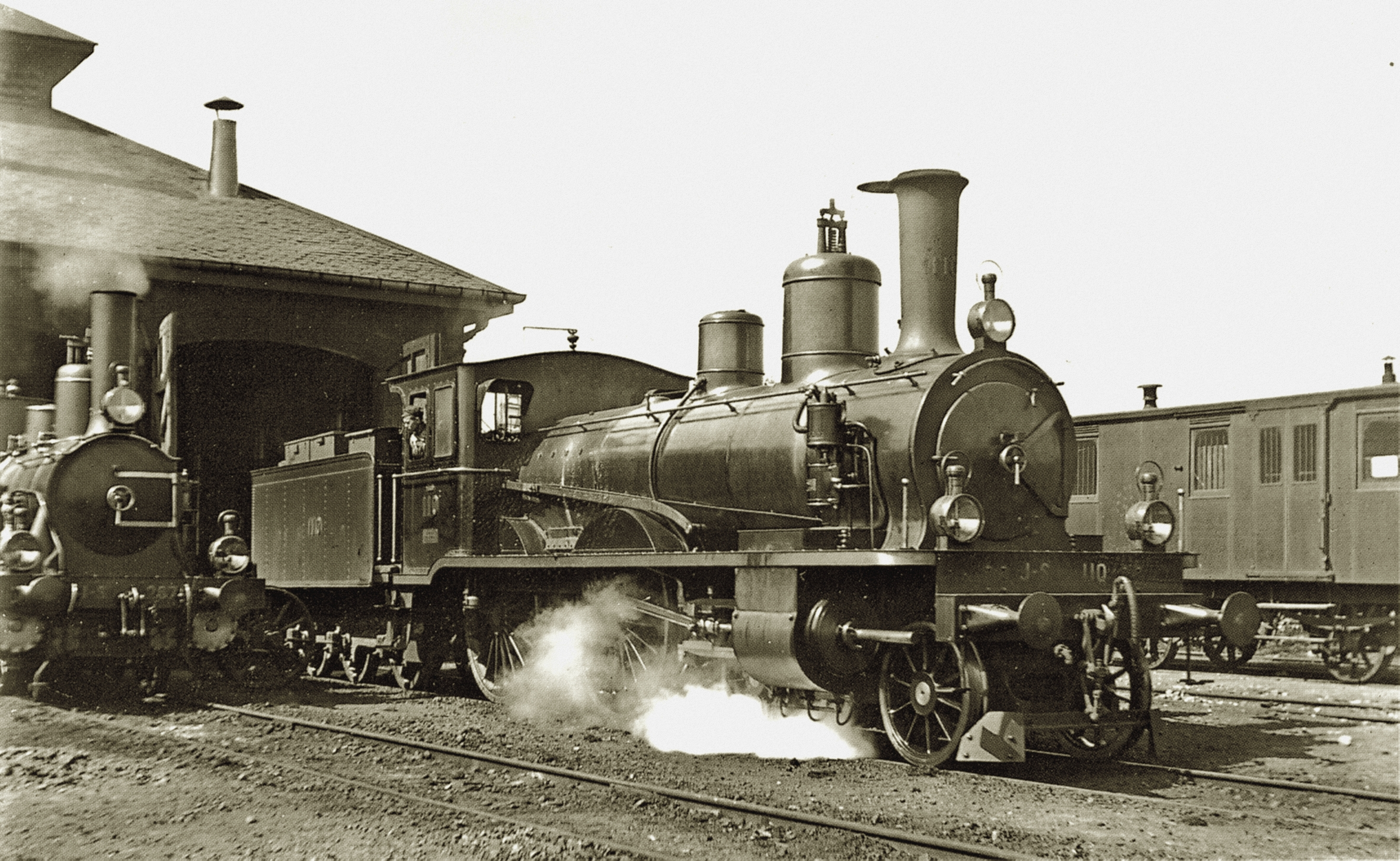
A 2/4 Nr. 110 vor dem Depot Lausanne

Die Jura-Simplon-Bahn führte den Doppelspur-Ausbau ihrer Vorgängerinnen weiter. Bei der Übernahme der JS durch die SBB im Jahre 1903 waren 131,20 km (14 %) des Streckennetzes doppelspurig.
| Bahnstrecke   | Streckenabschnitt      | Doppelspur eröffnet am                                                              |
| ------------- | ---------------------- | ----------------------------------------------------------------------------------- |
| Lausanne–Biel | Lausanne–Renens        | 5. Mai 1856 durch Ouest Suisse                                                      |
| Lausanne–Biel | Renens VD–Bussigny     | 1897                                                                                |
| Lausanne–Biel | Bussigny–Cossonay      | 21. August 1895                                                                     |
| Lausanne–Biel | Cossonay–Daillens      | 1. Juni 1896                                                                        |
| Lausanne–Biel | Auvernier–Neuenburg    | 1. Juni 1898                                                                        |
| Lausanne–Genf | Lausanne–Genf          | 1868–1879 durch Suisse-Occidentale, Suisse-Occidentale-Simplon (siehe dort) und LFB |
| Lausanne–Bern | Lausanne–La Conversion | 1. Mai 1902                                                                         |
| Lausanne–Bern | Chexbres–Palézieux     | 1. Mai 1902                                                                         |
| Lausanne–Brig | Lausanne–Lutry         | 1. Juni 1900                                                                        |
| Lausanne–Brig | Lutry–Cully            | 1. Juni 1899                                                                        |
| Lausanne–Brig | Cully–Rivaz            | 1. Oktober 1892                                                                     |
| Lausanne–Brig | Rivaz–Montreux         | 1. Juni 1892                                                                        |
| Lausanne–Brig | Montreux–Villeneuve    | 10. Oktober 1891                                                                    |
| Lausanne–Brig | Granges-Lens–Siders    | 24. Juni 1901                                                                       |
| Bern–Biel     | Lyss–Busswil           | 1877 durch Bern-Luzern-Bahn                                                         |

### Rollmaterial

#### Lokomotiven
Die Jura-Simplon-Bahn benannte ihre Fahrzeuge nach dem damals schweizweit gültigen Bezeichnungssystem.
Der JS standen die folgenden Lokomotiven zur Verfügung. In Klammern ist die ab 1902 gültige Bezeichnung aufgeführt.
| Bezeichnung                                | JS-Nr.        | SBB-Nr. ab 1903                             | Hersteller                                                          | Baujahr                                                             | ausrangiert | Bild   |
| ------------------------------------------ | ------------- | ------------------------------------------- | ------------------------------------------------------------------- | ------------------------------------------------------------------- | ----------- | ------ |
| A2 (Ec 2/4)                                | 1–12          | –                                           | übernommen 1890 von der Bern-Luzern-Bahn BLB (siehe dort)           | übernommen 1890 von der Bern-Luzern-Bahn BLB (siehe dort)           | 1888–1896   |        |
| A2 (Eb 2/4)                                | 13–16         | 5441–5442                                   | übernommen 1890 von der Jura-Bern-Luzern-Bahn JBL (siehe dort)      | übernommen 1890 von der Jura-Bern-Luzern-Bahn JBL (siehe dort)      | 1900–1917   |        |
| A2 (Eb 2/4)                                | 17–32         | 5451–5476                                   | übernommen 1890 von der Jura-Bern-Luzern-Bahn JBL (siehe dort)      | übernommen 1890 von der Jura-Bern-Luzern-Bahn JBL (siehe dort)      | 1900–1947   | Eb 2/4 |
| A2 (Eb 2/4)                                | 33–42         | 5451–5476                                   | Esslingen, SLM Winterthur                                           | 1880–1892                                                           | 1900–1947   | Eb 2/4 |
| A2T (B 2/3)                                | 51–63         | –                                           | übernommen 1890 von den Suisse-Occidentale-Simplon SOS (siehe dort) | übernommen 1890 von den Suisse-Occidentale-Simplon SOS (siehe dort) | 1890–1902   |        |
| A2T (B 2/3)                                | 63–67         | –                                           | übernommen 1890 von den Suisse-Occidentale-Simplon SOS (siehe dort) | übernommen 1890 von den Suisse-Occidentale-Simplon SOS (siehe dort) | 1892–1896   |        |
| A2T (B 2/3)                                | 69–73         | –                                           | übernommen 1890 von den Suisse-Occidentale-Simplon SOS (siehe dort) | übernommen 1890 von den Suisse-Occidentale-Simplon SOS (siehe dort) | 1890–1892   |        |
| A2T (B 2/3)                                | 74–79         | 1074–1079                                   | übernommen 1890 von den Suisse-Occidentale-Simplon SOS (siehe dort) | übernommen 1890 von den Suisse-Occidentale-Simplon SOS (siehe dort) | 1904–1907   |        |
| A2T (B 2/3)                                | 80–82         | 1080–1082                                   | übernommen 1890 von den Suisse-Occidentale-Simplon SOS (siehe dort) | übernommen 1890 von den Suisse-Occidentale-Simplon SOS (siehe dort) | 1903        |        |
| A2T (A 2/4)                                | 101–130       | 101–130                                     | SLM Winterthur                                                      | 1892–1896                                                           | 1917–1926   | A 2/4  |
| A3T (B 3/4)                                | 201–204       | 1421–1424                                   | übernommen 1890 von den SOS (siehe dort)                            | übernommen 1890 von den SOS (siehe dort)                            | 1917        |        |
| A3T (B 3/4)                                | 205–212       | 1561–1568                                   | übernommen 1890 von der JBL (siehe dort)                            | übernommen 1890 von der JBL (siehe dort)                            | 1924–1932   |        |
| A3T (B 3/4)                                | 213–222       | 1569–1578                                   | SLM Winterthur                                                      | 1891                                                                | 1912–1932   |        |
| A 3/5                                      | 231–232       | 701–702                                     | SLM Winterthur                                                      | 1902                                                                | 1926–1964   | A 3/5  |
| A 3/5                                      | (Nachbau SBB) | 703–811                                     | SLM Winterthur                                                      | 1904–1909                                                           | 1926–1964   | A 3/5  |
| B2 (Ec 2/4)                                | 251–262       | 6195–6199                                   | übernommen 1890 von der Lausanne-Fribourg-Bern-Bahn (siehe dort)    | übernommen 1890 von der Lausanne-Fribourg-Bern-Bahn (siehe dort)    | 1895–1905   |        |
| B2 (Ec 2/3)                                | 263–267       | 6398, 6399                                  | übernommen 1890 von dem SOS (siehe dort)                            | übernommen 1890 von dem SOS (siehe dort)                            | 1909–1923   |        |
| A3T (B 3/4)                                | 301–375       | 1601–1675                                   | SLM Winterthur                                                      | 1896–1902                                                           | 1923–1945   | B 3/4  |
| A3T (B 3/4)                                | (Nachbau SBB) | 1676–1747                                   | SLM Winterthur                                                      | 1903–1907                                                           | 1923–1945   | B 3/4  |
| B3T (C 3/3)                                | 401–416       | 2401–2403, 2406–2412, 2413                  | übernommen 1890 von dem SOS (siehe dort)                            | übernommen 1890 von dem SOS (siehe dort)                            | 1900–1911   |        |
| B3T (C 3/3)                                | 417–419       | 2404, 2413                                  | übernommen 1890 von dem SOS (siehe dort)                            | übernommen 1890 von dem SOS (siehe dort)                            | 1898–1909   |        |
| B3T (C 3/3)                                | 421–424       | –                                           | übernommen 1890 von der BLB (siehe dort)                            | übernommen 1890 von der BLB (siehe dort)                            | 1898–1902   |        |
| B3T (C 3/3)                                | 425–431       | 2405, 2415–2416                             | übernommen 1890 von der JBL (siehe dort)                            | übernommen 1890 von der JBL (siehe dort)                            | 1900–1911   |        |
| C3 (Ed 3/3)                                | 451–457       | 7291–7297                                   | übernommen 1890 von der BLB (siehe dort)                            | übernommen 1890 von der BLB (siehe dort)                            | 1906–1916   |        |
| C3T (D 3/3)                                | 501–505       | 3351, 3368–3369, 3699                       | übernommen 1890 von den SOS (siehe dort)                            | übernommen 1890 von den SOS (siehe dort)                            | 1901–1913   |        |
| C3T (D 3/3)                                | 506–508       | 3364, 3370–3371                             | übernommen 1890 von den SOS (siehe dort)                            | übernommen 1890 von den SOS (siehe dort)                            | 1907–1913   |        |
| C3T (D 3/3)                                | 509–511       | 3372–3374                                   | übernommen 1890 von den SOS (siehe dort)                            | übernommen 1890 von den SOS (siehe dort)                            | 1909–1914   |        |
| C3T (D 3/3)                                | 512–519       | 3352–3353, 3375–3378, 3390                  | übernommen 1890 von den SOS (siehe dort)                            | übernommen 1890 von den SOS (siehe dort)                            | 1897–1925   |        |
| C3T (D 3/3)                                | 520–539       | 3354–3359, 3363–3367, 3379–3386, 3389, 3391 | übernommen 1890 von den SOS (siehe dort)                            | übernommen 1890 von den SOS (siehe dort)                            | 1901–1925   |        |
| C3T (D 3/3)                                | 540           | 3387                                        | JS (Werkstätte Yverdon)                                             | 1892                                                                | 1924        |        |
| C3T (D 3/3)                                | 541–546       | 3360–3361, 3392–3393, 3399                  | übernommen 1890 von der JBL (siehe dort)                            | übernommen 1890 von der JBL (siehe dort)                            | 1904–1913   |        |
| C3T (D 3/3)                                | 547–555       | 3362–3363, 3388, 3394–3398                  | übernommen 1890 von der JBL (siehe dort)                            | übernommen 1890 von der JBL (siehe dort)                            | 1902–1917   |        |
| C3T (D 3/3)                                | 561–565       | 3421–3425                                   | SLM Winterthur                                                      | 1890                                                                | 1916        |        |
| B3 (Ec 3/4)                                | 601–612       | 6501–6512                                   | SLM Winterthur                                                      | 1901                                                                | 1934–1955   | Ec 3/4 |
| B3 (Ec 3/4)                                | (Nachbau SBB) | 6513–6529                                   | SLM Winterthur                                                      | 1904–1910                                                           | 1933–1961   | Ec 3/4 |
| E3 (E 3/3)                                 | 751–752       | –                                           | übernommen 1891 von der Pont-Vallorbe-Bahn (siehe dort)             | übernommen 1891 von der Pont-Vallorbe-Bahn (siehe dort)             | 1924–1948   |        |
| F2 (E 2/3)                                 | 801           | –                                           | übernommen 1890 von den SOS (siehe dort)                            | übernommen 1890 von den SOS (siehe dort)                            | 1891        |        |
| F3 (E 3/3)                                 | 851–852       | 8571–8572                                   | übernommen 1890 von der JBL (siehe dort)                            | übernommen 1890 von der JBL (siehe dort)                            | 1911–1913   |        |
| F3 (E 3/3)                                 | 853–856       | 8574–8576                                   | SLM Winterthur                                                      | 1890                                                                | 1911–1916   |        |
| F3 (E 3/3)                                 | 857–866       | 8431–8440                                   | SLM Winterthur                                                      | 1901                                                                | 1947        |        |
| Lokomotiven der schmalspurigen Brünigbahn: |               |                                             |                                                                     |                                                                     |             |        |
| G2 (G 3/3)                                 | 901–906       | 101–110                                     | übernommen 1890 von der JBL (siehe dort)                            | übernommen 1890 von der JBL (siehe dort)                            | 1911–1916   | G 3/3  |
| G2 (G 3/3)                                 | 907–910       | 101–110                                     | SLM Winterthur                                                      | 1887–1901                                                           | 1915–1942   | G 3/3  |
| HG2 (HG 2/2)                               | 951–958       | 1001–1008                                   | übernommen 1890 von der JBL (siehe dort)                            | übernommen 1890 von der JBL (siehe dort)                            | 1908–1911   |        |
| HG2 (HG 2/2)                               | 959–963       | 1009–1013                                   | SLM Winterthur                                                      | 1894–1901                                                           | 1911–1912   |        |

#### Personen- und Güterwagen

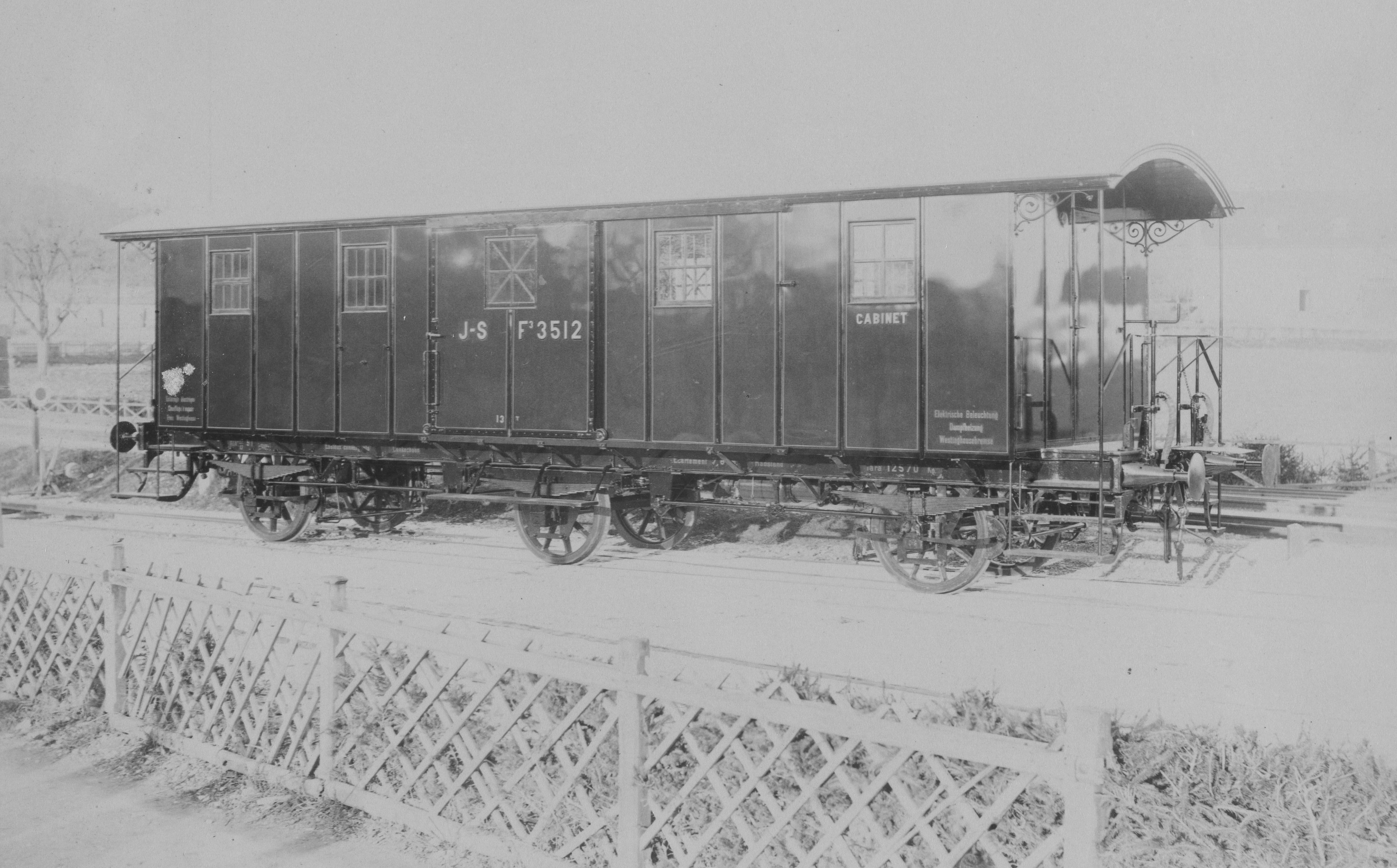
Gepäckwagen Reihe F^{3} 3501–12, gebaut 1891 bei der Schweizerischen Industrie-Gesellschaft

Als Eigentumsmerkmal trugen alle Wagen der Gesellschaft das Kürzel «J.S.» oder «J-S». Personenwagen waren grün lackiert und hatten eine gelbe Beschriftung. Güterwagen hatten einen grauen Anstrich mit weisser Beschriftung. Wagen mit Luftdruckbremse die für den Transport von Eilgut in Reisezügen verkehrten hatten einen rotbraunen Anstrich mit gelber Aufschrift.